# Hrbtenični kanal
Hrbtenični kanal je anatomska struktura v hrbtenici, ki ga oklepajo telesa in loki vretenc. V njem so hrbtenjača (hrbtni mozeg), njegove ovojnice in likvor ter venski prepleti. Vloga hrbteničnega kanala je varovanje hrbtenjače. To je del živčevja, ki poteka vzdolž hrbtenice. Skozi odprtine med vretenci iz hrbtenjače izhajajo živci, ki se nato razvejajo po celem telesu.